# Hydroptila bugata
Hydroptila bugata är en nattsländeart som beskrevs av Wells 1984. Hydroptila bugata ingår i släktet Hydroptila och familjen smånattsländor. Inga underarter finns listade i Catalogue of Life.